# Голубички блатни вулкан
Голубички блатни вулкан (рус. Голубицкий грязевой вулкан) активни је подводни блатни вулкан који се налази у јужном делу акваторије Азовског мора, односно уз северну обалу Таманског полуострва. Налази се на морском дну, на неких стотињак метара северно од насеља Голубицкаја, на западу Краснодарске покрајине Руске Федерације.
Ерупције Голубичког вулкана активно се прате од 1799. када је званично регистрована прва ерупција, а регистрована је вулканска активност и током 1814, 1862, 1888. и 1906. године. Од 1950. ерупције су редовне и обично се јављају у размацима од око 5 година. Две последње велике ерупције десиле су се 1. јула 2008. и 25. октобра 2015. године. Током обе ерупције, које су трајале око 40 минута, из мора је у висину од 50 метара избијао стуб од блата који је формирао острво дужине око 100 метара и висине до 2 метра. Таква острва настала у ерупцијама обично су кратког века и због интензивне абразије егзистирају до максимално 6 месеци. У копненом делу полуострва налази се неколико мањих блатних извора који су директно повезани са активношћу овог вулкана.